# Thymoites stylifrons
Thymoites stylifrons là một loài nhện trong họ Theridiidae.
Loài này thuộc chi Thymoites. Thymoites stylifrons được Eugène Simon miêu tả năm 1894.